# Конгресс Анауака
Конгресс Анауака (исп. Congreso de Anáhuac) или Конгресс Чильпансинго (исп. Congreso de Chilpancingo) — собрание мексиканских патриотов, состоявшееся в сентябре— ноябре 1813 года в Чильпансинго-де-лос-Браво (ныне штат Герреро, Мексика) на котором был оглашен «Торжественный акт Декларации независимости Северной Америки» и Мексика объявлялась независимым от Испании «Доиспанским королевством Анауак».

## История
Вторжение Франции в Испанию в 1808 году, отречение короля Фердинанда VII в пользу Жозефа Бонапарта вызвало в Мексике политический кризис, поставивший её перед необходимостью серьёзного выбора: смириться ли с новым королём, не принять его и поддержать старого, подчиниться колониальному правительству Новой Испании либо взять судьбу Мексики в собственные руки.
На конгрессе впервые с начала в 1810 году Войны за независимость Мексики был принят программный документ под названием «Чувства нации», предусматривавший осуществление идеи народного суверенитета, отмену рабства и деления населения на расовые группы, установление единого налога, гарантии собственности и неприкосновенности жилища, запрещение пыток.
В документе, принятом на конгрессе, провозглашалось 

Конгресс Анауака… торжественно заявляет: что в свете настоящих событий в Европе он взял на себя осуществление власти, узурпированной Европой; что в связи с этим рушится и уничтожается на веки веков зависимость от испанского трона; что Америка вольна устанавливать законы, которые ей подходят для лучшего устройства и внутреннего благополучия, свободна вершить войну и мир и заключать союзы с монархиями и республиками старого континента… что не исповедуется никакая другая религия, кроме католической, и не дозволяется и не допускается ни явное, ни тайное отправление другой религии…"— Хрестоматия по новой истории. М., 1963. Т. 1. С. 469
.
В числе инициаторов созыва и делегатов конгресса были Хосе Мария Морелос, Андрес Кинтана Роо, Карлос Мария де Бустаманте и др.
Конгресс также назначил Морелоса генералиссимусом и главой исполнительной власти — верховным правителем, или «слугой нации». В своей инаугурационной речи Морелос объявил, что основой Мексиканской республики будет 

«уравнивание богатства и нищеты, для чего будет увеличена заработная плата бедным, повышен уровень их жизни, они будут вырваны из трясины невежества, грабежей и воровства».